# Radio
Radio is draadloze telecommunicatie met radiogolven. Een radiozender zendt radiogolven uit, die weer ontvangen kunnen worden met een radio-ontvanger. Signalen (bijvoorbeeld geluiden) worden overgebracht met behulp van draaggolven met een hogere frequentie dan die van de over te brengen signalen. Een radio-ontvanger kan door af te stemmen op de frequentie van de draaggolven de betreffende signalen uitfilteren. De grootste frequenties van de over te brengen signalen bepalen de benodigde bandbreedte (grootte van het frequentie-interval) van het elektromagnetische spectrum.

## Werking

### Zender
Drie belangrijke onderdelen van een radiozender zijn de oscillator, de modulator en de antenne. De oscillator genereert de draaggolf. De modulator moduleert (verandert) deze draaggolf. De antenne straalt de gemoduleerde draaggolf uit. Om geluid te zenden zet een microfoon het geluid eerst om in een elektrisch signaal. De modulator moduleert de draaggolf dan met dat signaal. Er zijn verschillende vormen van modulatie. amplitudemodulatie (AM) en frequentiemodulatie (FM) komen het meeste voor.

### Ontvanger
Aan de ontvangstzijde wordt het uitgezonden signaal door de ontvangstantenne opgevangen en doorgegeven aan de ontvanger. In het begin waren dit kristalontvangers, die het geluid met behulp van een hoofdtelefoon hoorbaar maakten. Na de uitvinding van de elektronenbuis (kortweg "buis" en in de volksmond "lamp" genoemd) werden ontvangers daarmee uitgerust, waardoor deze van betere kwaliteit werden, in het bijzonder door toepassing van het principe van de superheterodyne. Ook kon door versterking het geluid door een luidspreker worden weergegeven.

## Geschiedenis
In 1895 wilde Nikola Tesla als eerste een demonstratie geven hoe elektrische signalen over een grote afstand verstuurd kunnen worden. Helaas vatte zijn werkruimte vlam en kon hij het experiment niet uitvoeren. In hetzelfde jaar lukte het Guglielmo Marconi (1874-1937) wel als eerste een radioverbinding van enkele kilometers te maken met een zelfgemaakte zender en ontvanger die was gebaseerd op een oscillator van Tesla's ontwerpen. Ongeveer tegelijkertijd deed Alexander Stepanovitsj Popov hetzelfde. Beiden bouwden voort op het werk van Heinrich Hertz, die in 1887 ontdekte hoe elektromagnetische radiogolven opgewekt en weer ontvangen konden worden.

### Dispuut over de uitvinding
In Italië werd Marconi's werk niet op prijs gesteld en daarom ging hij naar Engeland. Daar wist hij grotere afstanden te overbruggen en kon hij in 1901 een bericht over de Atlantische Oceaan sturen. Er kan echter niet gesteld worden dat een van bovengenoemden de uitvinder van de radio is. Daarvoor is zowel een zender als een ontvanger nodig, en deze bestaan elk weer uit verschillende onderdelen, die ieder een eigen ontwikkeling hebben doorgemaakt. De antenne, een belangrijk onderdeel, is echter wel een uitvinding van Marconi. Otis Pond, een ingenieur die voor Tesla werkte zei ooit, "Het lijkt erop dat Marconi het idee van jou heeft." Tesla antwoordde, "Marconi is een goede man. Laat hem doorgaan. Hij gebruikt 17 patenten van mij." Toen Marconi in 1909 de Nobelprijs kreeg, was Tesla woedend. Het was echter pas in 1943 - enkele maanden na het overlijden van Tesla - dat Marconi uiteindelijk toch het patent heeft gekregen op de uitvinding van de radio met als nummer: US645576A.
In enkele jaren tijd werden onder leiding van Marconi steeds grotere afstanden overbrugd:
- 1899 de eerste radioverbinding over het Kanaal tussen Engeland en Frankrijk.
- 1901 de eerste trans-Atlantische radioverbinding tussen Groot-Brittannië en Newfoundland.
- 1914 het eerste Europese radioconcert. Initiatiefnemer was Robert Goldschmidt en de uitzending werd verzorgd vanuit villa Lacoste op het Koninklijk Domein van Laken. Bij de Belgische koninklijke familie werd een kristalontvanger geïnstalleerd.
- 1919 het eerste Nederlandse radioprogramma. Initiatiefnemer en presentator was omroeppionier ir. Hanso Schotanus à Steringa Idzerda, die de uitzending vanuit zijn woning in Den Haag verzorgde.

In het begin werd radio alleen gebruikt als middel om morsesignalen uit te zenden. Door de uitvinding van de elektronenbuis in 1906 werd het mogelijk spraak en muziek uit te zenden. Berichten konden nu rechtstreeks ingesproken worden en hoefden niet meer in morsecode vertaald te worden.
Na de ontwikkeling van de transistor in 1947 werd het mogelijk veel kleinere ontvangers te bouwen, die tevens minder energie nodig hebben om te kunnen werken.

## AM en FM
De eerste manier om geluidsoverdracht te realiseren was door de amplitude van de draaggolf te laten variëren, evenredig met de amplitude van het over te dragen geluidssignaal. Deze modulatievorm heet amplitudemodulatie, kortweg AM.
Edwin Armstrong ontdekte een andere manier om de draaggolf te moduleren: door niet de amplitude, maar de frequentie van de draaggolf met de amplitude van het signaal te variëren, ontstaat frequentiemodulatie (FM). FM is veel minder gevoelig voor storingen dan AM en FM-uitzendingen leveren HiFi-stereo geluid.

## Analoog en digitaal
Sinds de opkomst van het internet is de digitale radio zich gaan ontwikkelen tot een volwaardige opvolger van het origineel.
Via internet is het mogelijk naar internetradio te luisteren. Daarbij wordt niet van radiogolven gebruikgemaakt, maar van de internetverbindingen tussen de computers, die digitale gegevens naar elkaar sturen. Deze verbindingen tussen computers op internet kunnen echter (deels) draadloos zijn, en dus wél radiogolven gebruiken.

## Frequentiebanden
Radiogolven worden vooralsnog toegepast in de banden vanaf VLF (Very Low frequency) tot aan EHF (radiospectrum) (Extreme High Frequency). Standaardradioverkeer zit voor het overgrote deel in de band 30 kHz (wereldomroepen) t/m 300 GHz (satellietverbindingen).

## Gebruiksontwikkeling
De eerste radioverbindingen waren bedoeld voor draadloze telegrafie tussen kuststations (in Nederland Scheveningen Radio) en schepen op zee. Hiervoor werd het morsealfabet gebruikt. Later werd voor korte verbindingen met vissersschepen telefonie in gebruik genomen.
Door de ontwikkeling van de luchtvaart kwam rond de Eerste Wereldoorlog het radioverkeer tussen vliegtuigen en grondstations in gebruik.
In België was in 1914 de eerste radio-uitzending. Toen luisterde de hele Koninklijke familie via een radio-ontvanger naar een aria uit “Tosca”. Albert I en zijn vrouw Elisabeth waren een van de eerste radioliefhebbers.
In 1919 kwam de eerste omroepzender ter wereld in de lucht in Den Haag. Het was de zender met de roepletters PCGG van Hanso Schotanus à Steringa Idzerda.
In 1933 werd de eerste Europese auto aangeboden voorzien van een autoradio als optie.
Rond 1935 werden in Engeland de eerste proefuitzendingen met beeld gehouden, de geboorte van de televisie.

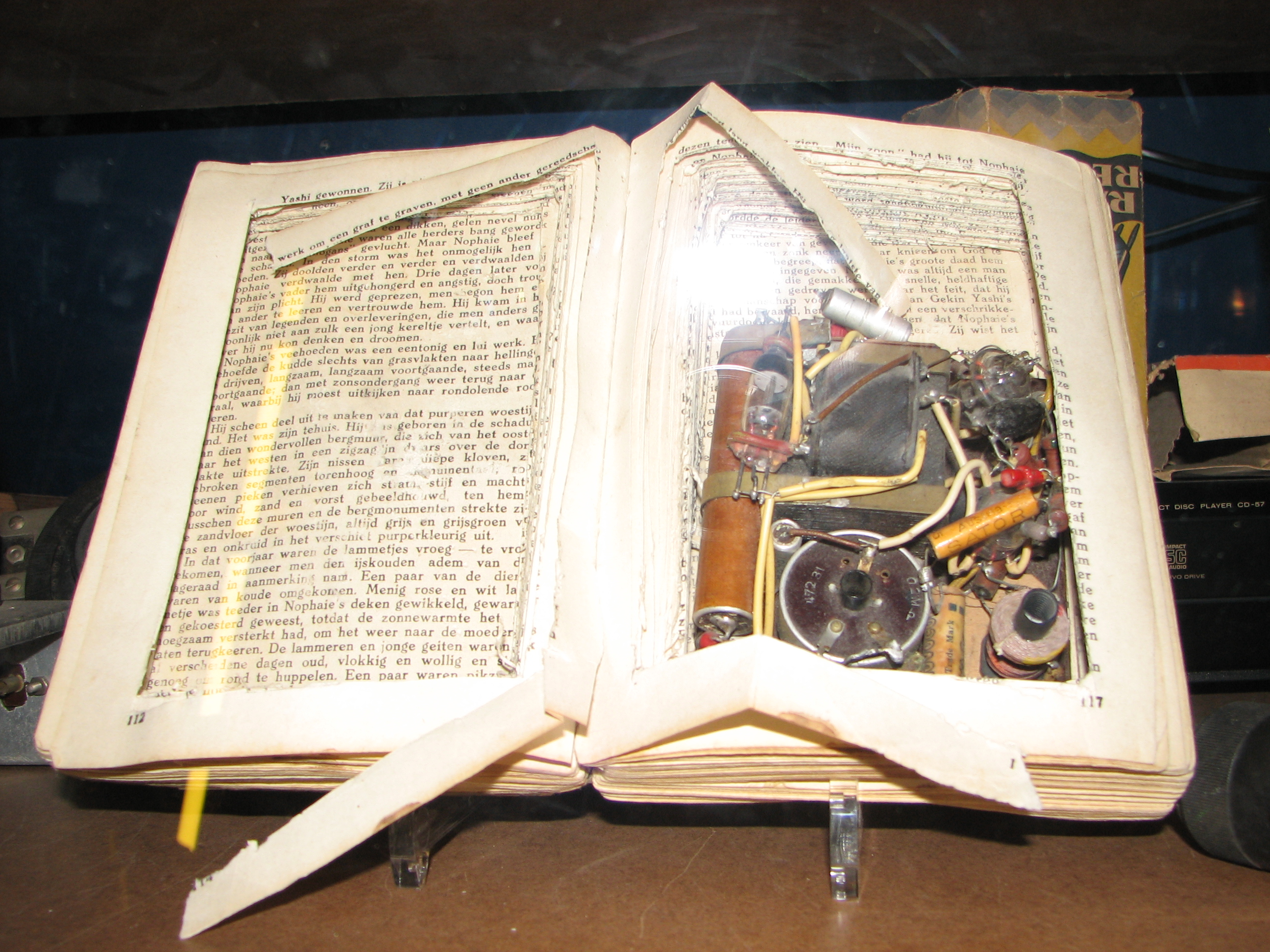
In de Tweede Wereldoorlog werden radio's soms in boeken verborgen voor de bezetter.

Tijdens de Tweede Wereldoorlog werden voor militaire doeleinden steeds meer toepassingen met radiosignalen ontwikkeld en in gebruik genomen, zoals radar, radionavigatie, bakenzenders en tijdzenders.
Tegenwoordig wordt er veel naar de radio geluisterd op het werk, in de auto en in de winkel. In fabrieken en aan boord van schepen gebruikt men vaak een centrale radioinstallatie waarbij de ontvanger en de distributieversterkers in een ruimte staat opgesteld en waarbij het luidsprekersignaal door middel van distributieversterkers over het gehele bedrijf gedistribueerd wordt. Op de afdelingen zijn er aan het plafond luidsprekers opgesteld en de volume van de radio op een afdeling kan ingesteld worden door middel van een volumeregelaar aan de muur. Het luidsprekersignaal bedraagt zo'n 100 V om minder last te hebben van de verliesweerstand van lange leidingen. In de luidsprekers zit dan een aanpassingstransformator om het 100 V-signaal aan te passen aan de luidspreker. Via de installatie kunnen overigens ook oproepen en mededelingen doorgegeven worden.

## Afbeeldingen

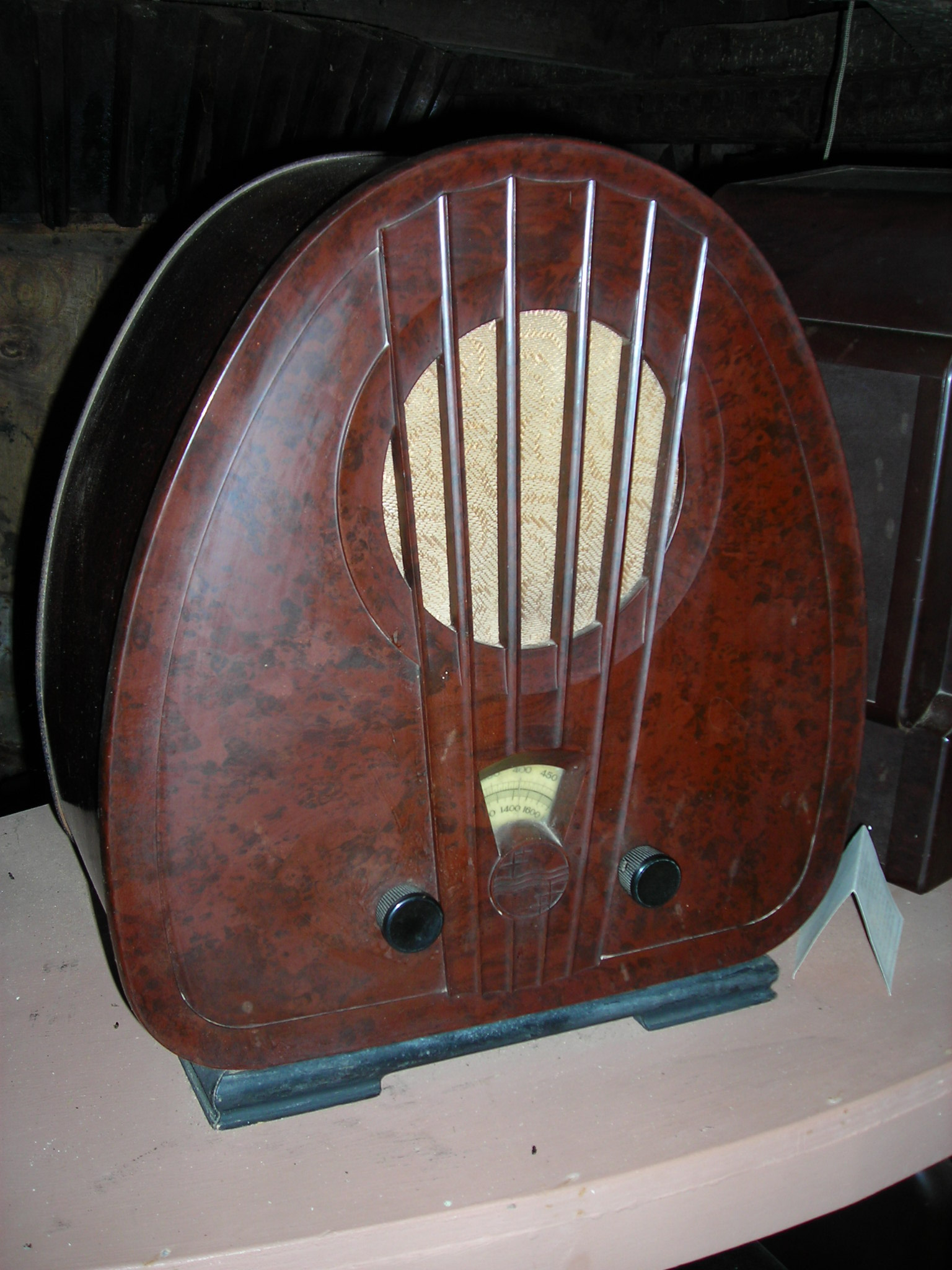
Philips radio uit 1933
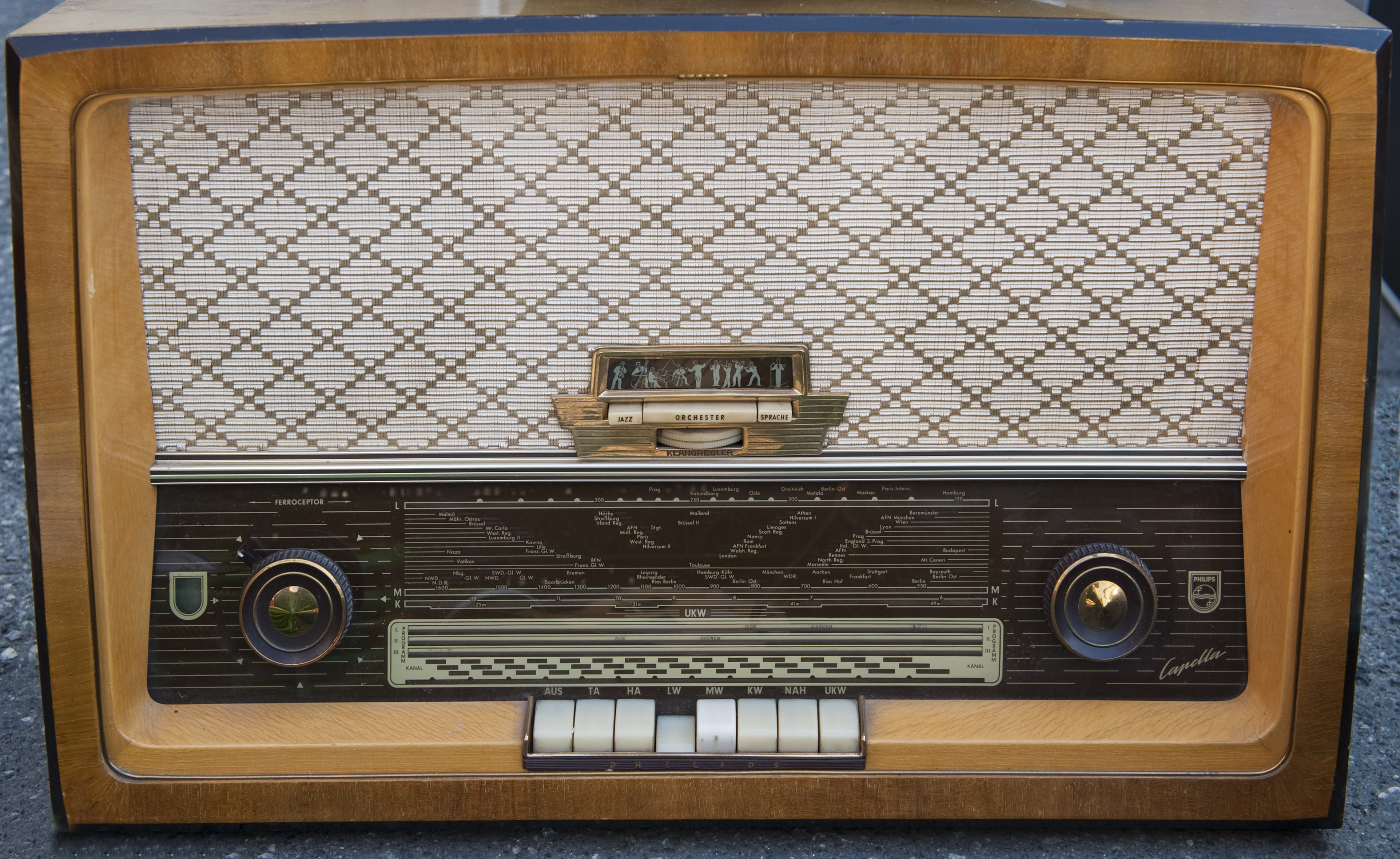
Buizenradio van Philips uit 1956
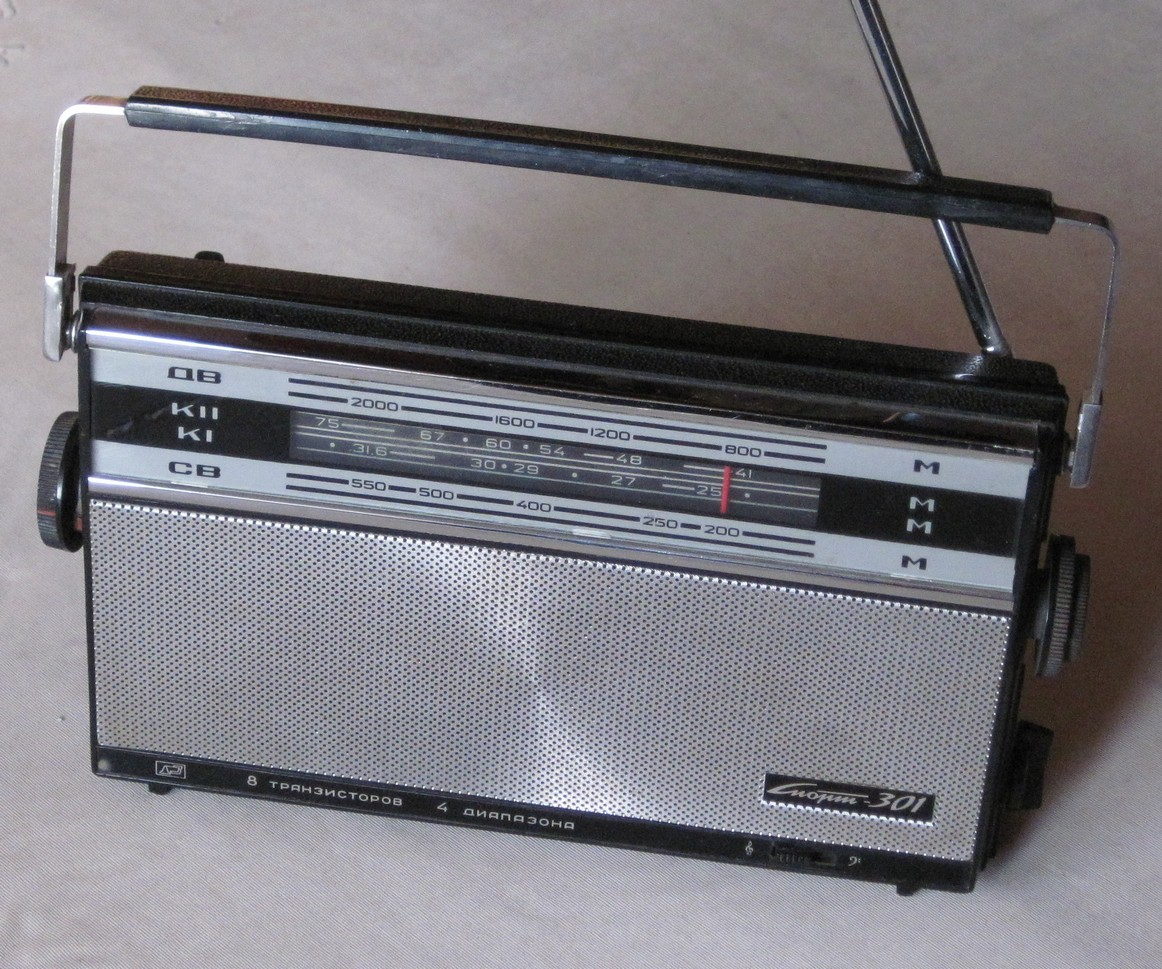
Draagbare radio uit de Sovjet-Unie uit 1971
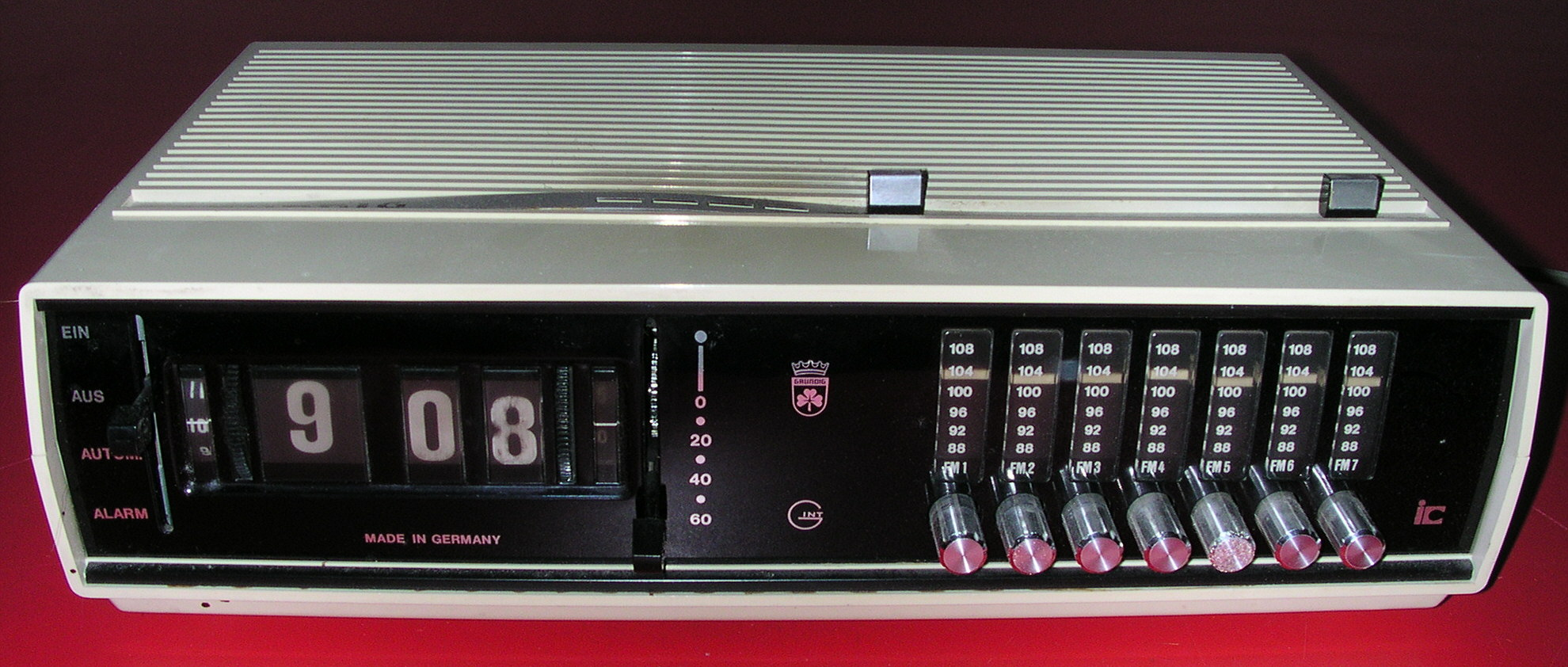
Een Grundig Sonoclock 30a wekkerradio